# Breaking the Habit (video)
Breaking The Habit es un DVD de Linkin Park lanzado el 27 de julio de 2004 junto a un libro de cine manga de TOKYOPOP, describiendo los eventos de suvideo musical, "Breaking The Habit". El libro contiene mini-briografía de cada miembro del grupo.

## Lista de capítulos
1. Breaking The Habit (Video Oficial)
2. Making of "Breaking The Habit"
3. Breaking The Habit (5.28.04 3:37 P.M.) (Video Alternativo)

## Versión promocional de dos discos

### CD
1. Breaking The Habit
2. Crawling (Live)

### DVD
1. Breaking The Habit (Video Oficial)
2. Making of "Breaking The Habit"
3. Breaking The Habit (5.28.04 3:37 P.M.) (Video Alternativo)